# Cachoeira do Avencal
A Cachoeira do Avencal (ou Cascata do Avencal) é uma das cachoeiras do município de Urubici, em Santa Catarina, no Planalto Catarinense.

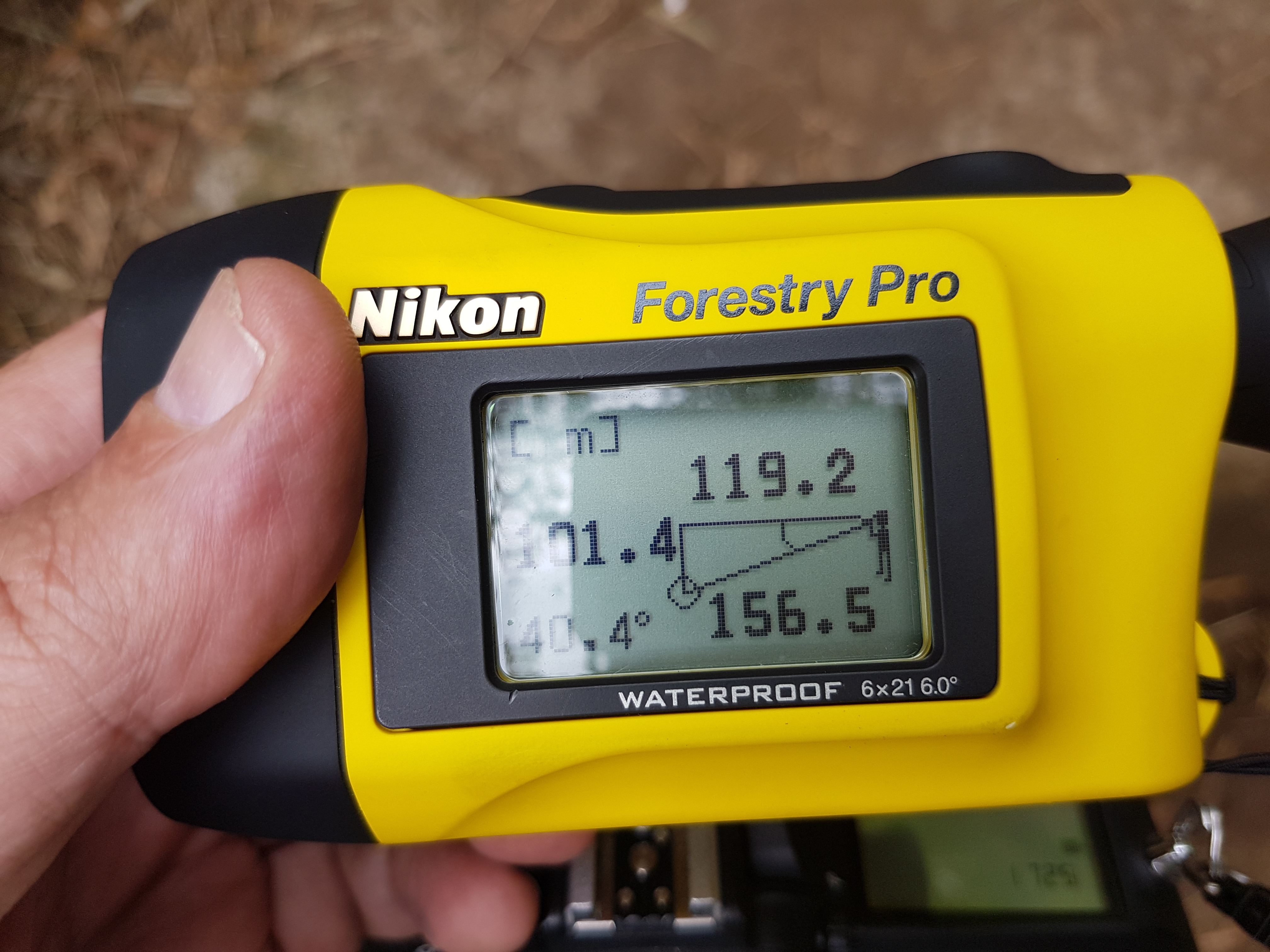
Medição da altura real através de telêmetro à laser.

O nome Avencal deriva da avenca (um tipo do gênero Adiantum), vegetação comum nesta região. O pequeno rio que forma a cachoeira se chama rio do Funil, sugestivo da grande parede em semicírculo que deu origem a cachoeira. A cachoeira tem 101,4 metros de altura e é de fácil acesso, inclusive de carro. Sua localização é 28.046884S 49.617356W. Fica a 8 km do núcleo urbano de Urubici, via a SC-416 na direção de Vacas Gordas. A entrada da estrada de terra está à 6.3km, medido da igreja matriz. É cobrada uma pequena taxa de entrada. 
É evidente o contato entre os derrames de lavas, que é a principal característica estrutural da Formação Serra Geral, o maior extravasamento de lavas do planeta. 

## Foto

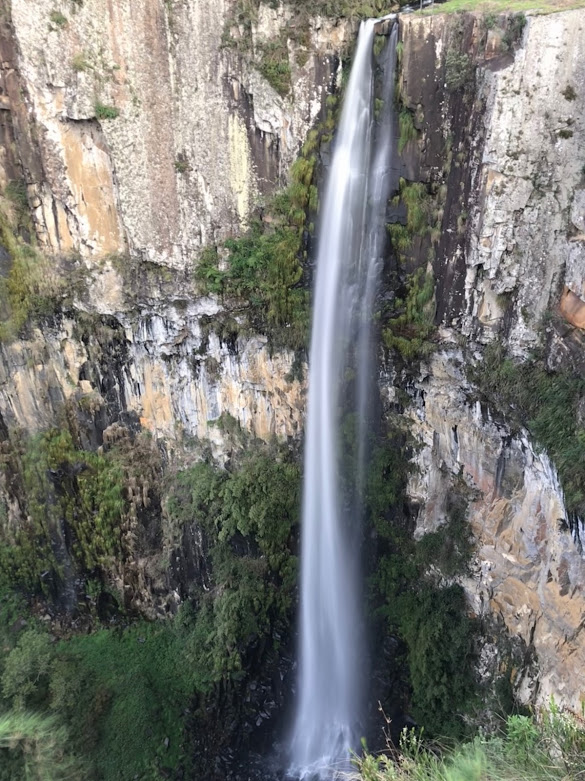
Cachoeira do Avencal
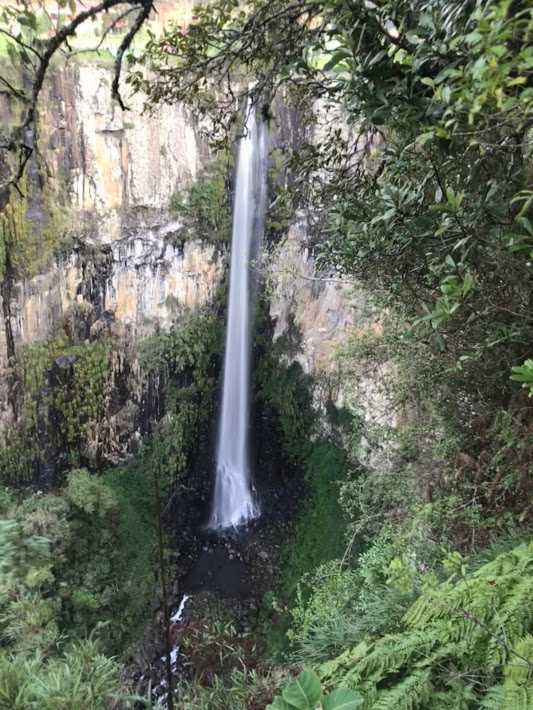
Cachoeira do Avencal